# 小花上
小花上（しょうけじょう）は、649年から664年まで日本で用いられた冠位である。小華上とも書く。19階のうち上から数えて9番目で、大花下の下、小花下の上にあたる。
大化5年（649年）2月の冠位19階の制で設けられた。かつての小錦を小花上と小花下に分割したうちの一つである。天智天皇3年（664年）2月の冠位26階の制では小花という呼び方を小錦に戻した上で、小錦上、小錦中、小錦下に3分した。
『日本書紀』に実際にこの位を授かった者に関する記事はない。